# Mimocalanus major
Mimocalanus major är en kräftdjursart som beskrevs av Georg Ossian Sars 1920. Mimocalanus major ingår i släktet Mimocalanus och familjen Spinocalanidae. Inga underarter finns listade i Catalogue of Life.